# La Nouvelle France
Pour les articles homonymes, voir Nouvelle-France (homonymie).
La Nouvelle France est un essai d'Emmanuel Todd publié en 1988 aux éditions du Seuil.

## Thématique
Cet essai, préparatoire à l'Invention de l'Europe, présente une étude détaillée des différentes structures familiales qui existent en France. Todd expose ensuite comment ces structures ont influencé le développement de la France et les différentes révolutions qu'elle a traversées : culturelle, politique, industrielle, et comment elles continuent à influencer la structure des idéologies politiques contemporaines.
L'ouvrage suscite, en 1988, des critiques pointant un certain dogmatisme et des simplifications et outrances fréquentes de la part de l'auteur, mais  l'intérêt et le caractère tonique de sa démarche sont également notés,,.